# Абу Али ибн Мухаммад
Абу Али ибн Мухаммад (перс.  ابو علی بن محمد‎‎) — правитель из династии Гуридов. Сменил своего отца Мухаммада ибн Сури в 1011 году, после того как последний был свергнут Махмудом Газневи, который затем послал учителей преподавать ислам в Гор. Абу Али был одним из тех, кто принял ислам в тот период. После своего обращения в ислам из буддизма он начал строить мечети и медресе. Примерно в 1035 году Абу Али был свергнут своим племянником Аббасом ибн Шитом.